# Rebekkah Brunson
Pour les articles homonymes, voir Brunson.
Rebekkah Brunson, née le 11 décembre 1981 à Washington, est une joueuse américaine de basket-ball, championne WNBA 2005 avec les Monarchs de Sacramento puis 2011, 2013, 2015 et 2017 avec le Lynx du Minnesota.

## Biographie

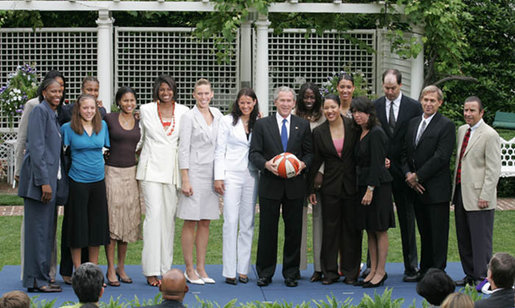
L'équipe championne WNBA 2005 reçue à la Maison Blanche.

Elle est formée à l'Université de Georgetown, dont la section masculine a formé Patrick Ewing, Dikembe Mutombo et Alonzo Mourning. Elle s'impose dès son année freshman, devenant rookie of the year de la Conférence Big East. Elle laisse une trace marquante chez les Hoyas, devenue meilleure rebondeuse de l'histoire de l'Université sur son cursus (1 093 rebonds), une saison (336 en 2004), seconde aux contres sur une saison (51 en 2003), seconde à la marque sur son cursus (1 762 points). Pour son année senior, elle mène son équipe aux points, aux rebonds et aux contres et est même distinguée meilleure défenseure de l'année de sa conférence.
Dixième choix de la draft WNBA 2004, cette intérieure joue aux Monarchs de Sacramento en WNBA pendant six saisons. À la suite de la disparition de cette franchise, elle est choisie lors de la draft de dispersion par le Lynx du Minnesota. Avec les Monarchs, elle atteint les play-offs les cinq premières de ses six saisons dans la franchise, où elle compile un total de 1 857 points et 1 310 rebonds. Remplaçante de 33 matches sur 34 disputés lors de saison rookie, elle progresse la saison suivante où elle réalise quatre double double, année où elle sacrée championne WNBA. En 2006, ses 6,8 points par match contribue à amener de nouveau son équipe en finale, mais le titre est remporté par les Shock de Détroit. En 2007, elle est régulièrement titulaire avec des statistiques en hausse (11,5 points et 8,9 rebonds), ce qui lui vaut d'être sélectionnée pour le All-Star Game, qu'elle ne peut disputer en raison d'une blessure. Cette saison-là, elle établit son nouveau record personnel à la marque (24 points) et au rebond (19), le tout avec 10 double double, et finit meilleure de la ligue aux rebonds offensifs. Elle est de nouveau titulaire en 2008 et marque 10,9 points avec 50 % d'adresse. En 2009, ses 12,3 points sont sa nouvelle meilleure moyenne dans la ligue, qui est également sa meilleure au pourcentage aux lancers francs (78,3 %) et celle d'un nouveau record de points (32 face au Sun). Pour la dernière rencontre des Monarchs, elle marque 16 points et 10 rebonds face aux Lynx… qui la choisissent lors de la draft de dispersion (2e choix) consécutive à la disparition de la franchise de Sacramento. Avec après une première saison difficile, elle remporte un second championnat WNBA en 2011 puis accède aux finales en 2012.
Dès la fin de sa première saison WNBA, on la retrouve en Belgique, où elle joue deux saisons pour le Dexia Namur (16 points et 8,9 rebonds en 2005, 17,6 points à 47,6 %, 11,0 rebonds et 2,5 interceptions en 2006). En 2006, elle est sélectionnée pour le All-Star Game de la FIBA. L'année suivante, on la retrouve au Dynamo Moscou, qu'elle aide à remporter l'Eurocoupe avec 11, points à 46,2 %, 10,0 rebonds. Puis elle rejoint Tarante, en Italie, où elle obtient des statistiques de 20 points, 14 rebonds et 2,2 interceptions. Elle ne joue pas la saison européenne 2008-2009, étant en convalescence d'une blessure, mais revient à ce même club l'année d'après, où elle compile 14,7 points et 7,6 rebonds en championnat national et 15,7 points et 8,3 rebonds en Euroligue. Elle est sélectionnée pour le All-Star Game de l'Euroligue 2010 (15 points et rebonds en 17 minutes). Pour la saison 2010-2011, elle rejoint le club espagnol de Ros Casares Valence, qui dispute l'Euroligue.
La saison 2013 est celle du second titre du Lynx. La première manche des finales est pour elle sa 18e rencontre en finales WNBA, surpassant ainsi le record détenu par son ancienne coéquipière Taj McWilliams-Franklin.
Blessée après une seule rencontre d'Euroligue (0 point, 7 rebonds), elle débute tardivement la saison WNBA 2014, devant subir une opération. Avec son retour, la moyenne de rebonds du Lynx passe de 32 à 37 et elle contribue à la première victoire de la saison de son équipe sur le Mercury. Le 16 août 2014, elle signe une extension de contrat avec le Lynx.
Après une saison 2014-2015 sans engagement à l'étranger, elle annonce début juillet 2015 signer en 2015-2016 avec le club de Virtus Eirene Raguse, finaliste du championnat italien. 
Lors de la saison WNBA 2015, est remise de ses pépins physiques de l'année précédente. Ses moyennes sont 7,8 points et 8,1 rebonds, menant le Lynx au rebond pour la cinquième fois en six saisons. Elle s'illustre lors de la première manche des finales de conférence face au Mercury de Phoenix quant sur un lancer franc manqué de Sylvia Fowles à 37,5 secondes de la fin de la rencontre, elle capte le rebond offensif - son septième de ses 19 prises - et obtient la faute de Marta Xargay et deux lancers francs décisifs. Sa coéquipière Lindsay Whalen « Elle a une volonté telle que je ne pense pas que beaucoup l'aient, une ténacité pour aller chercher la balle. Le rebond est beaucoup est une question de cœur, de désir et de volonté. Je n'ai pas côtoyé beaucoup de joueuses comme elle. Ce n'est pas une coïncidence si nous avons été si souvent en finales, parce que nous avons une joueuse comme elle qui peut tout faire, qui prend des gros rebonds et fait de gros matches. » Avant les Finales, elle est cinquième de l'histoire la ligue avec 2 746 rebonds et troisième pour les rebonds offensifs avec 1 005 prises dépassée par les seules Yolanda Griffith et Taj McWilliams-Franklin. Elle n'est pas la plus grande rappelle sa coach Cheryl Reeve, mais ce qui compte, « ce n'est pas que la taille, c'est le timing et l’athlétisme. »  Elle remporte en 2015 son troisième titre avec le Lynx qui bat le Fever de l'Indiana 3 manches à 2.
Au cours de la saison WNBA 2016, elle bat le record de rebonds offensifs en carrière détenu jusqu'ici par une ancienne joueuse du Lynx, Taj McWilliams-Franklin avec 1 062 prises.
Au cours de la saison WNBA 2017, le Lynx accède de nouveau aux Finales WNBA. Alors que les Sparks mènent 2 victoires à 1, Brunson inscrit 18 points et 13 rebonds avec 10 lancers francs réussis sur 13, ce qui permet au Lynx de dominer le rebond avec 48 prises à 28 et de disputer le match décisif dans le Minnesota. Le Lynx remporte les Finales WNBA 3 à 2 contre les Sparks de Los Angeles, pour ce qui permet au Lynx d'égaler les quatre titres des Comets de Houston, alors que Brunson devient la première joueuse à être titrée cinq fois.
Durant la saison WNBA 2018, elle devient le 5 juillet 2018 la meilleure rebondeuse de l'histoire de la ligue surpassant les 3 316 rebonds de Tamika Catchings. Nneka Ogwumike blessé, Brunson est appelée à la remplacer pour le WNBA All-Star Game 2018.

## Vie privée
Elle dirige une fondation « 32 Foundation » (en référence à son numéro de maillot), qui soutient les études de jeunes de Washington DC.

## Palmarès
- Jeux panaméricains 2003
- Eurocoupe féminine 2007
- Tournoi des Amériques 2008 au Chili, qualificatif pour les Jeux olympiques d'été de 2008
- Championne WNBA 2005 avec les Monarchs de Sacramento puis 2011, 2013, 2015[11] et 2017[15] avec le Lynx du Minnesota
- Championne de République tchèque 2013[18].

## Distinctions personnelles
- Sélections au WNBA All-Star Game : 2007, 2011, 2013, 2017[19] et 2018[17].
- Élue dans le premier cinq défensif de la WNBA en 2011[20]
- Sélection WNBA pour de la rencontre The Stars at the Sun en 2010[21]
- Meilleur cinq défensif de la WNBA 2011
- Second cinq défensif de la WNBA 2007, 2008, 2010, 2013, 2017[22] et 2018[23].